# Historia de la Orden de Malta
La Orden Hospitalaria de San Juan de Jerusalén, tras la pérdida de la Ciudad Santa trasladó su sede a Chipre, luego a Rodas hasta el año 1522 en que perdieron la isla, pasando su sede a Malta en 1530. Hasta nuestros días ha llegado el nombre abreviado de Orden de Malta ya que fue en Malta donde tenía la sede cuando se hizo famosa por frenar el avance turco en 1565. Los caballeros de la Orden eran conocidos como Hospitalarios y también como Sanjuanistas. En un principio, los hábitos de la Orden del Hospital de San Juan de Jerusalén eran negros, con una cruz blanca de ocho puntas (las ocho bienaventuranzas). A partir de 1259, los sanjuanistas cambian la sobreveste para la guerra por la de color rojo con una cruz blanca que cruza la vestimenta.

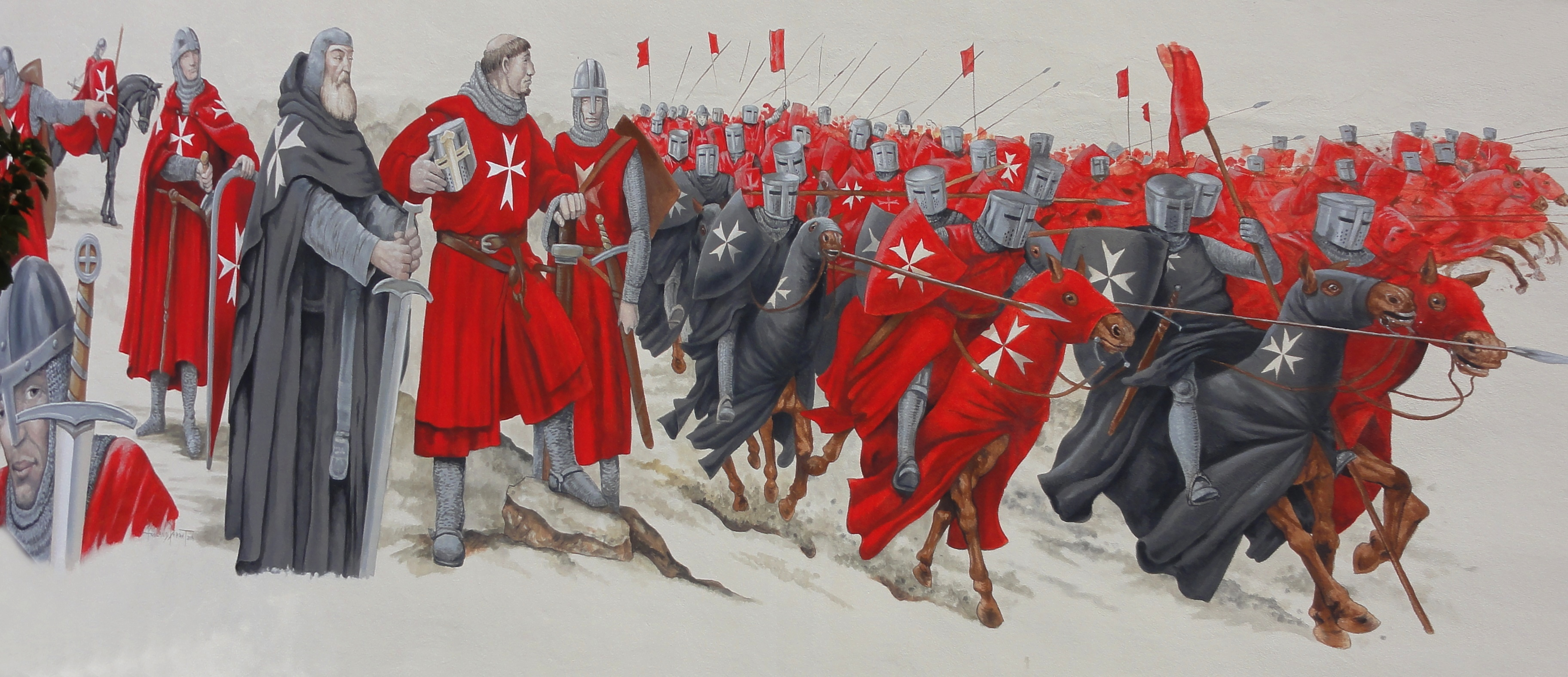
Los Caballeros Hospitalarios en el

## Inicios
Los inicios se remontan a mitad del siglo XI, cuando Jerusalén se hallaba bajo el dominio de los califas de Egipto, antes de su toma por los ejércitos de la Primera Cruzada (1099). Mercaderes amalfitanos hicieron construir en Jerusalén, con la autorización del Califa de Egipto Bomensor Monstensaf, una iglesia llamada Santa María de los Latinos (concluida en 1048) y, en principio una casa frente al templo de la resurrección de Cristo, en el lugar donde se creía solía orar San Zacarías, padre del Glorioso San Juan Bautista. Habiendo muchos peregrinos cristianos que visitaban el Santo Sepulcro, los mercaderes reedificaron en aquel sitio un hospital para la atención de los peregrinos de Tierra Santa. Según una leyenda, el hospital adquirió tal prestigio que el Califa donó a fray Gerardo, rector del hospital, un trozo de los muros de la ciudad en el que se comprendía una puerta y las llaves de esta, confiriendo así al hospital el símbolo de una autonomía y una rudimentaria personalidad que le libraban de injerencias musulmanas. Fray Gerardo era un religioso y fue beatificado a su muerte. El hospicio-enfermería estaba administrado por una comunidad de religiosos benedictinos dedicada a San Juan Bautista.
En 1099, los cruzados, al mando de Godofredo de Bouillón, conquistaron Jerusalén. El hospital acogió a los cruzados heridos. Algunos cruzados se unieron a los religiosos y se constituyeron en Orden, adoptando como emblema la cruz octógona. Fray Gerardo pidió al Papa Pascual II que la Orden fuese puesta bajo la tutela de la Santa Sede con la "Protectio Sancti Petri".
El Papa la concede por medio de la bula "Piæ postulatio", de 15 de febrero de 1113, con la que la Orden queda sustraída a los avatares del Reino latino de Jerusalén. La Bula -emanada durante una sesión del concilio de Benevento- amplía y confirma los privilegios ya recibidos por parte de los príncipes y de los Patriarcas de Jerusalén, sanciona de un modo solemne un estado de hecho. Por su parte el Papa Calixto II, en 1120, confirmó y amplió los privilegios concedidos por su predecesor.
La bula se refiere a las posesiones de la Orden "en Asia y en Europa". Se refiere también a la elección de quien tenga que suceder al beato Gerardo y dice: "aquel que los hermanos profesos establecerán, según Dios, que deba ser elegido". De ello podemos deducir la existencia de una Regla, que no ha llegado hasta nosotros, y la de una comunidad dividida en dos categorías, profesos y no profesos. La Regla fue ampliada y codificada por el sucesor del beato Gerardo, Raimundo de Puy, primero en usar el título de Gran Maestre, aprobada por el Papa Eugenio III en 1145. Fray Raimundo fue también el introductor de la cruz blanca octogonal, que hasta nuestros días es el emblema de la Orden.
En virtud de esta bula el Hospital se convierte en una Orden exenta.
La situación política, bajo Raimundo de Puy, obligó a asumir funciones militares para la protección de los enfermos, los peregrinos y los territorios cristianos que los Cruzados habían recuperado. Así la Orden de San Juan adquirió el carácter de una Orden de caballería. Los caballeros eran al mismo tiempo religiosos sujetos a los tres votos. De esta manera se convirtió en una persona mixta, una Orden religioso-militar. Sus dos finalidades son el obsequium pauperum y la tuitio fidei.
En 1291, con la caída del Reino cristiano de Jerusalén, en su último baluarte de San Juan de Acre, la Orden se estableció temporalmente en Chipre.

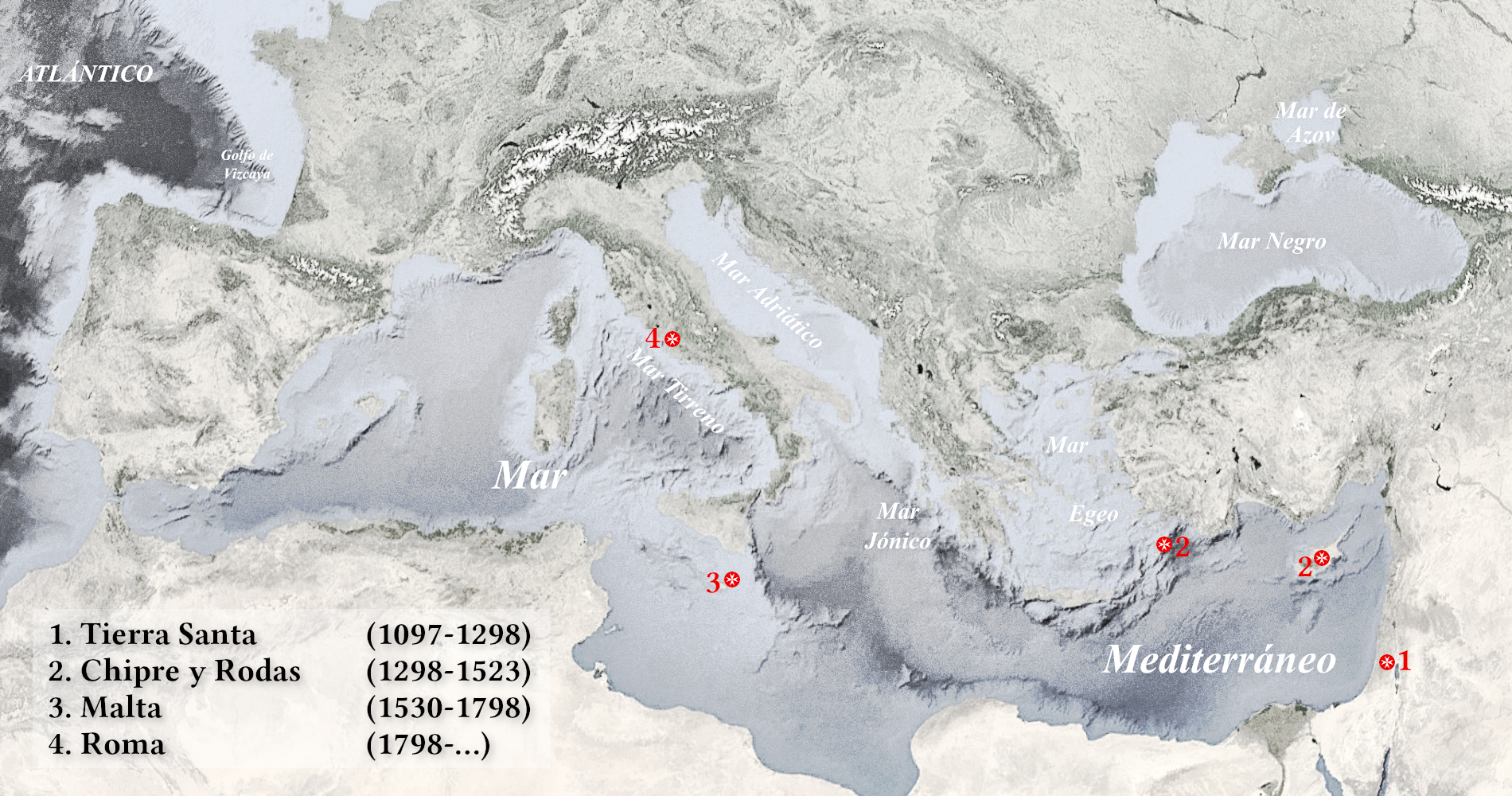
Sedes históricas de la SOM de Malta

## Rodas (1310-1522) y destierro (1523-1530)
La estructura autónoma de que gozó la Orden desde su inicio la hicieron completamente independiente de otros ordenamientos jurídicos, aunque solo con la ocupación armada de Rodas, en 1308, bajo el Gran Maestre Foulques de Villaret, la Orden obtiene la estabilidad territorial y empieza a ejercitar sus prerrogativas soberanas según el derecho feudal, ya que hasta entonces la organización institucional estaba orientada solamente a regular la vida interna del convento y no pretendía un relieve externo. Sin embargo, resultaría prematuro hablar de subjetividad internacional porque la comunidad internacional todavía no se había creado. No obstante, al adquirir la soberanía territorial se acercó a la categoría de los Estados, cuya estructura ya poseía. A partir de ese momento se distinguen dos clases de súbditos, los institucionales o caballeros y los territoriales.
Las especiales relaciones que unían a la Religión directamente a la persona del Papa no impedían el ejercicio de la soberanía. La especial ligazón que suponía la Protectio Petri no debilitaba las relaciones soberanas de la Orden con los Estados, sino que las fortalecía. 
Clemente V, aún antes de ultimada la conquista de Rodas, el 5 de septiembre de 1307, declaró que "prædictam insulam, cum omnibus iuribus ac pertinentiis suis, vobis, et per vos Hospitali S. Ioannis Hierosolymitani, in perpetuum apostolica auctoritate concedimus ac confirmamus" (a vos y por vuestro medio al Hospital de San Juan de Jerusalén os concedemos y confirmamos con autoridad apostólica la mencionada isla con todos sus derechos y pertenencias a perpetuidad).
La defensa militar de la Cristiandad imponía la necesidad de poseer una fuerza naval. La Orden tuvo una flota poderosa; patrulló las aguas del Mediterráneo oriental. Participó en las Cruzadas en Siria y en Egipto y llevó ayuda al reino cristiano de Armenia (Cilicia) contra los ataques musulmanes.

La Orden en 1450.

La Orden era regida por el Gran Maestre y el Consejo, acuñaba su propia moneda, mantenía relaciones diplomáticas con otros Estados. El Gran Maestre era Príncipe de Rodas como fue después Príncipe de Malta. Los altos cargos de la Orden fueron distribuidos a representantes de las diversas lenguas; y la sede de la Orden, el Convento, estaba constituido por varias casas religiosas nacionales.
La forma de gobierno de Rodas fue completamente atípica. Mientras, al haber desaparecido la idea del Papado y el Imperio, florecían las monarquías personales, allí, con el progresivo abandono de los poderes absolutos por parte del "Magnus Magister" (Gran Maestre), se estableció una República aristocrática y electiva mucho antes de que una forma similar a esta se instaurase en los Estados generales de Holanda (1573). 
Después de 214 años, el 24 de diciembre de 1522 terminó el dominio de la Orden sobre Rodas al capitular, después de cinco meses de heroica resistencia ante el sultán Solimán el Magnífico, que había atacado la isla con una gran flota y poderosos ejércitos. El 2 de enero de 1523 los caballeros fueron obligados a abandonarla con el tributo de admiración del enemigo, que les rindió honores militares.
Precisamente esta circunstancia nos dará la prueba del reconocimiento de los emperadores hacia la Orden, a pesar de que esta estaba naturalmente más inclinada hacia el Papado.
Durante los siguientes siete años la Orden, aun cuando conservó la soberanía internacional, estuvo sin territorio alguno.

## Malta (1530-1798)

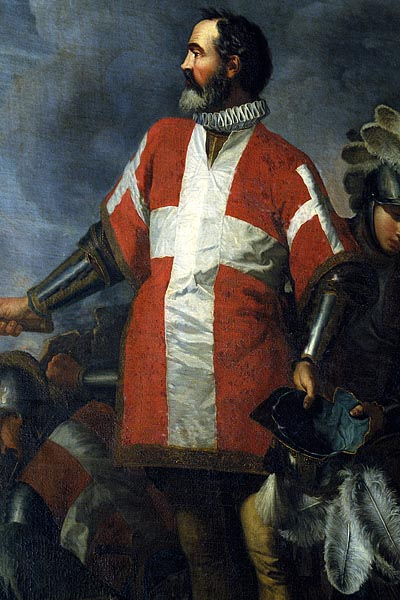
Jean Parisot de La Valette entró en la orden en la Lengua de Provenza y luchó con distinción contra los turcos en Rodas y posteriormente en Malta. Llegó a ser Gran Maestre el 21 de agosto de 1557

El 23 de marzo de 1530 en el Diploma de Castelfranco el emperador Carlos V hizo donación de la isla de Malta, perteneciente a la Corona de Aragón, a la Orden de San Juan de Jerusalén para que se restaurase y restableciese 

el convento, la Orden y la Religión del Hospital de San Juan de Jerusalén, y a fin de que el muy venerable Gran Maestre de la Orden y nuestros muy amados hijos (..) de dicha Orden, que, desde la pérdida de Rodas, de donde fueron arrojados por la violencia (...), puedan encontrar una residencia fija, luego de haber estado errantes durante muchos años, y para que puedan celebrar en paz las funciones de su Religión (...), hemos voluntariamente resuelto darle un lugar donde puedan encontrar una residencia fija (...) por autoridad real (...) tanto por Nos como por nuestros sucesores y herederos en nuestros Reinos, hemos cedido a perpetuidad y voluntariamente dado al dicho reverendísimo Gran Maestre de la citada Orden, y á la dicha Religión de San Juan de Jerusalén, como feudo noble, libre y franco, los castillos, plazas é islas de Trípoli, Malta y Gozo, con todos sus territorios y jurisdicciones, alta y media justicia, y todos los derechos de propiedad, señorío y poder de hacer ejecutar la soberana justicia y derecho de vida y muerte (...). Con la condición, sin embargo, de que en lo futuro los conservarán como feudo nuestro en calidad de Rey de las Dos Sicilias y de nuestros sucesores en dicho reino (...). quedarán exentos de todo otro servicio de guerra y de aquellas cosas que los vasallos deben a sus señores. Con la condición también de que en cada cambio de reinado estarán obligados a enviar embajadores al sucesor para pedirle y recibir de él la investidura de dichas islas, según es uso y costumbre en tales casos.

El emperador sigue imponiendo una serie de condiciones y dice 

Que todos los artículos precedentes serán convertidos en leyes y estatutos perpetuos de la dicha Orden en la forma acostumbrada, con la aprobación y confirmación del Papa y de la Santa Sede (...)

Es de extrema importancia la expresión contenida en este diploma ne ulterius per Orbem vagari cogantur (para que no se vean obligados a vagar más por el mundo), ya que supone el más evidente reconocimiento de la soberanía de la Orden.

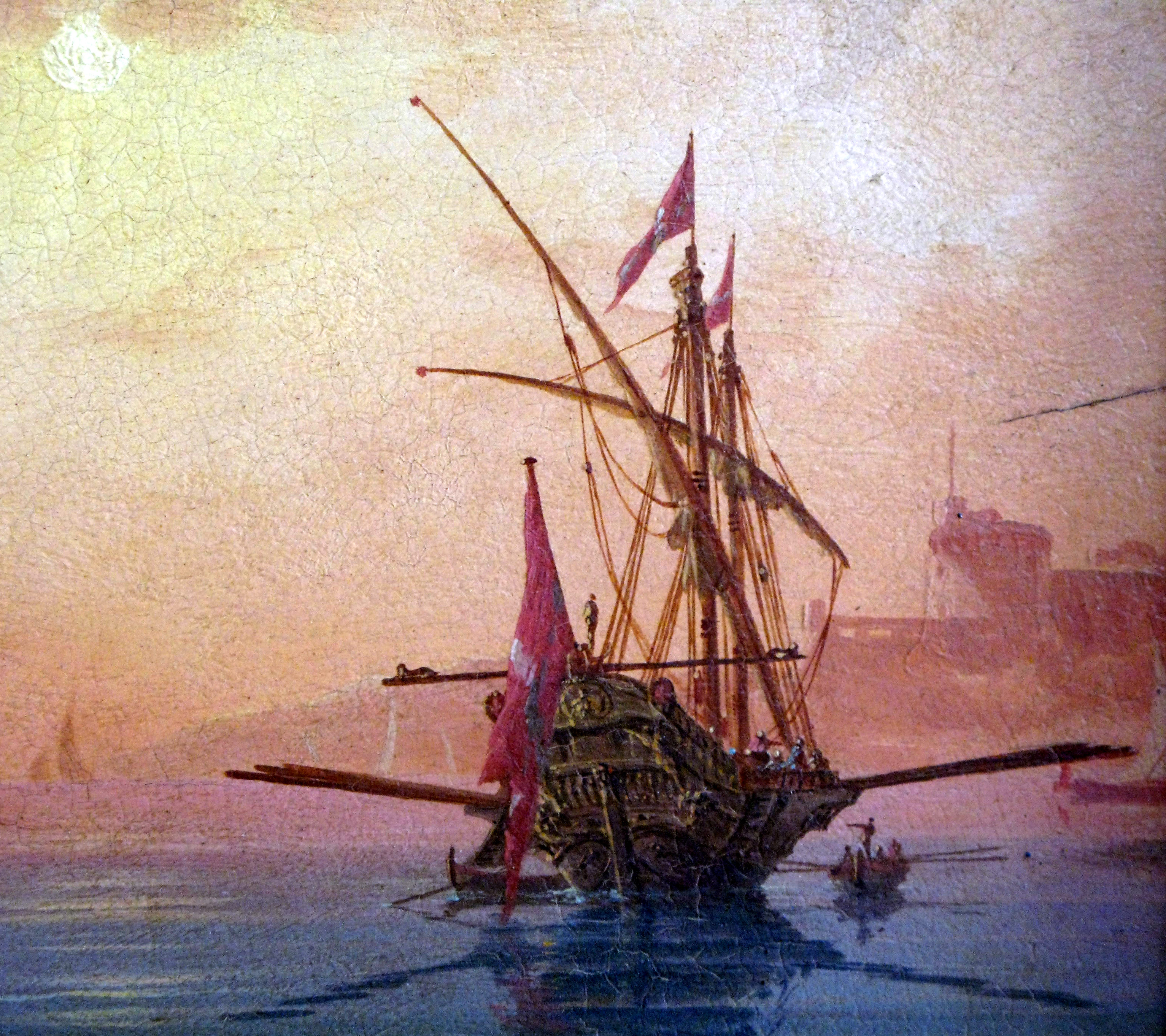
Una de las muchas galeras de la Orden de San Juan de Jerusalén en 1765.

A pesar de la generosidad del emperador, los caballeros no aceptaron prestarle juramento de fidelidad, que habría supuesto un vínculo de obediencia militar, con la inevitable pérdida de la neutralidad. Finalmente, los caballeros se comprometieron a no combatir contra el "Alto Dominio", pero en realidad no supuso una heteroimposición, sino una explicitación de la autolimitación que ya habían asumido con el cuarto voto de no luchar contra los reyes cristianos.
El territorio fue aceptado "in pheudum perpetuum, nobile, liberum et francum" con "mero et mixto Imperio (...) ac gladii potestate in hominibus et fœminis" (como feudo perpetuo, noble, libre y exento de impuestos, con potestad sobre hombres y mujeres). Incluso teniendo en cuenta el sistema feudal de la época, la Orden gozó de una especial situación al no tener que soportar tampoco tributos.
El deber de tributar fue substituido, en efecto, por la entrega "unius Accipitris seu Falchonis" el día de Todos los santos. En realidad, el vínculo de vasallaje no era más intenso que el que unía al reino de Nápoles con el Papa. El rey se reconocía vasallo del Papa y quedaba obligado a la entrega de la "Chinea".
La única limitación efectiva, pero obviamente consecuente con el vínculo de feudalidad, era la imposibilidad para la Orden de "transferre seu alienare" (transferir o enajenar) los territorios recibidos. Pero, precisamente esta cláusula demuestra que desde el origen la Orden fue considerada capaz de adquirir soberanía sobre territorios diversos, con la consecuencia de no perderla por la pérdida del territorio singular.
El 25 de abril de 1530 el papa Clemente VII aprobó la infeudación.
El 24 de mayo de 1530, en Siracusa, el Gran Maestre da una procuración a Hugues de Capones y a Jean Boniface para la ejecución del diploma. El 29 de mayo de 1530 prestaron el acto de homenaje.
Durante la estancia en Malta la Orden consolidó su organización legislativa y judicial, con lo que se fue institucionalizando como Ente autónomo en el ámbito de la ya existente Comunidad internacional.
Los turcos atacaron Malta, con el Gran Sitio, del 18 de mayo al 8 de septiembre de 1565, pero fueron derrotados por los caballeros al mando del Gran Maestre Jean de La Vallette, a partir de ahí empieza el ocaso del poderío naval otomano. La marina de la Orden se convirtió en una de las más poderosas del Mediterráneo y participó en la destrucción definitiva del poderío naval otomano en la batalla de Lepanto en 1571.
En 1652 la Orden intentó extender su dominio territorial al adquirir a una compañía mercantil puesta bajo protección francesa las islas de San Cristóbal, Martinica, Guadalupe, San Bartolomé, San Martín y Santa Cruz en las Antillas. Luis XIV ratificó con Diploma de marzo de 1653 esa venta "para que toda la Cristiandad sepa que Vuestra Religión va extendiendo sus límites para hacer adorar a Jesucristo en los lugares en los que hasta ahora su santísimo nombre no ha sido conocido". Pero la Orden en 1665, bajo presiones francesas, se vio obligada a revender esas posesiones a la Compañía francesa de la Indias Occidentales. El intento duró apenas 12 años.

## Desde la pérdida de Malta hasta la instalación en Roma (1798-1803)
La soberanía sobre la isla de Malta fue ejercitada hasta el 12 de junio de 1798, cuando Napoleón Bonaparte, que se dirigía a Egipto, ocupó la isla, que en 1800 cedió a Inglaterra. Duró 268 años que, unidos a los 214 de Rodas, nos dan un total de 482 años de soberanía territorial.
El 12 de junio se acordó una Convención entre la República francesa y la Orden, con los siguientes puntos:
1. Los caballeros entregan la ciudad y los fuertes de Malta y renuncian a la soberanía y propiedad de las islas de Malta, Gozzo y Cumino.
2. Francia empleará su influencia en el Congreso de Radstadt para dotar durante su vida al Gran Maestre de un principado equivalente y mientras le entregará una pensión. Se le darán algunas indemnizaciones; y honores militares, mientras esté en la isla.
3. Disposiciones acerca de indemnizaciones y otros asuntos referentes a los caballeros.
4. Libertad y otros asuntos referentes a los habitantes de Malta.
5. Aceptación de todos los actos civiles realizados bajo el gobierno de la Orden.

En artículo XI del Tratado de Amiens, de 27 de marzo de 1802, Gran Bretaña, Francia, España y Holanda se obligan a restituir las islas citadas a la Orden, pero Inglaterra, que las obtiene en posesión no cumple con la obligación y en el artículo VII del Tratado de París, de 30 de mayo de 1814, obtiene la soberanía sobre ellas. Este será el período más desgraciado de la historia de la Orden con discordias entre las varias lenguas y la pérdida de recursos financieros.

### Período de la Rusia de los Zares
En 1798 los caballeros de la Soberana Orden dejaron la isla de Malta después de la ocupación de Napoleón, y un gran número de miembros del Sagrado Consejo con más de 400 caballeros, se dirigieron a San Petersburgo a la corte del zar Pablo I, al cual pidieron ayuda con el fin regresar a la isla nuevamente y tener un Gran Maestro con la capacidad de enfrentar a Napoleón. El Zar, que había recibido 2 cartas del propio puño de Ferdinand von Hompesch zu Bolheim, con las cuales abdicaba a favor de Pablo I°, aceptó las peticiones de los caballeros exiliados desde Malta.
Luego fue regularmente reunido el consejo Magistral el cual, con los miembros del Gran Priorato de Rusia y de los delegados de los prioratos de Europa, eligieron el zar Pablo I de Rusia como Gran Maestro de la Soberana Orden de San Juan de Jerusalén en San Petersburgo, el 13 de noviembre de 1798.

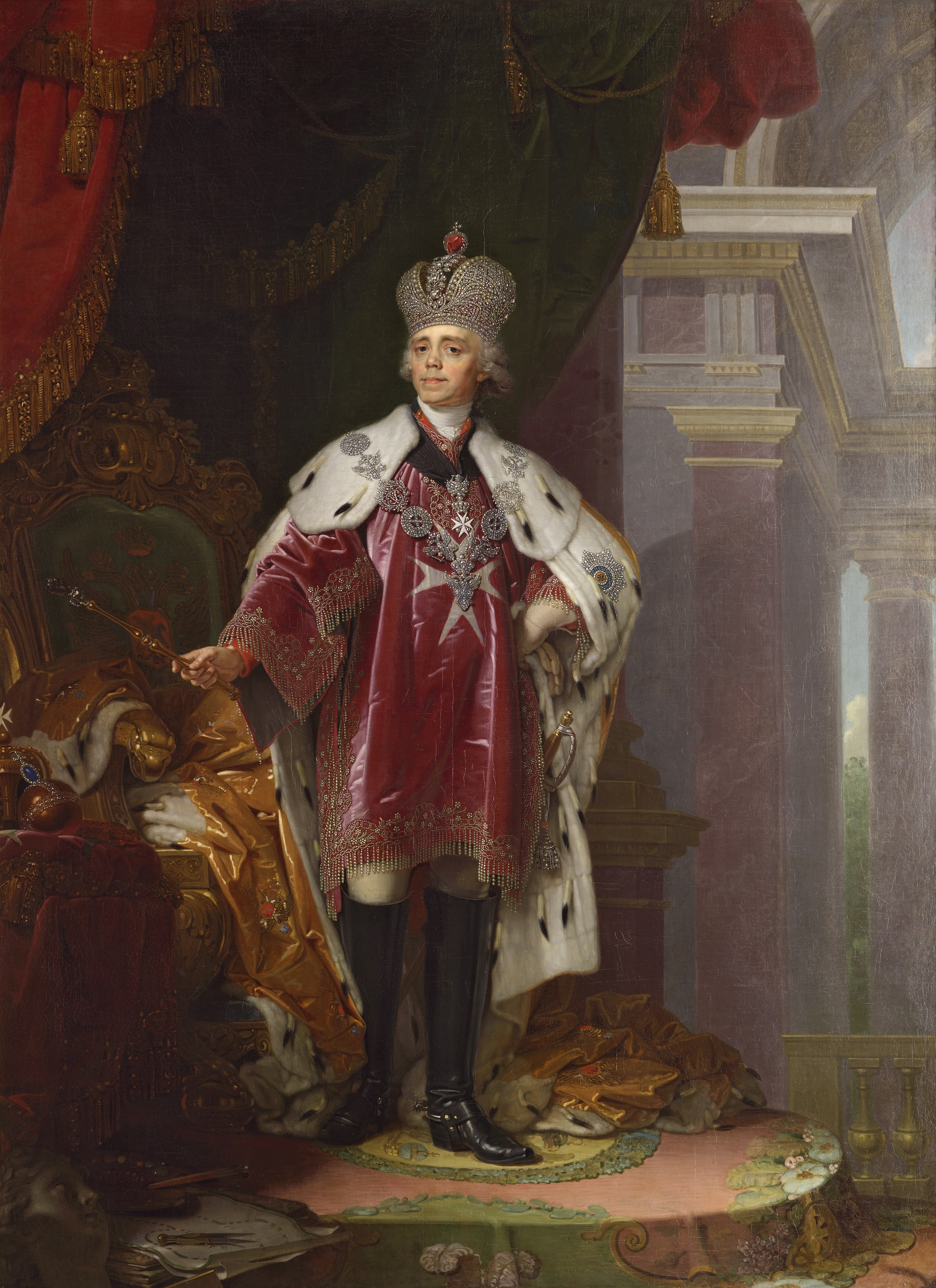
Zar Pablo I - como Gran Maestro de la Soberana Orden de San Juan de Jerusalén en San Petersburgo

El 29 de noviembre de 1798 Pablo I publicó el decreto oficial con el cual la Orden venia incluida en el sistema de honores de los Romanov, estableciendo la regla para la adquisición por parte de los nobles rusos.
Claramente el papa Pio VI (Juan Angelo Braschi) bendecía todos estos hechos, a pesar de que el zar fuera de fe cristiana-ortodoxa; de hecho el santo Padre en aquellos tiempos se encontraba en el monasterio de Cassini, cerca de Florencia, en manos de los Bonaparte.
Sin embargo la esperanza nutrida por más de 400 caballeros y dignatarios dirigidos a Rusia para encontrar justas soluciones a los problemas de la Orden derivados por la pérdida de la isla de Malta, parecía que podía ser finalmente alcanzada.
El más grande resultado del zar Pablo I como Gran Maestro de la Orden fue el de buscar una pequeña reunificación religiosa en clave ecuménica” de los caballeros ortodoxos con los católicos. Con tal fin hizo construir la Capilla Maltesa de fe católica en frente de la ortodoxa, en la sede de San Petersburgo (Palacio Voroncov) para que los Caballeros de Malta cumpliesen con sus propias prácticas religiosas.
Desgraciadamente el zar fue asesinado pocos años después, antes que Pablo I° pudiese determinar activamente la política de la Soberana Orden. 
Alejandro I de Rusia sustituyó a su padre, luego de su muerte, nombrando a Nikolaj Ivanovic Saltykov, como primer ministro ruso, y como Teniente de la Soberana Orden, mientras el mismo era solamente protector de la Soberana Orden, renunciando a ser el Gran Maestro por motivos religiosos.
En 1810, confirmó para sí y para la familia Romanov el derecho de patrocinio sobre la Soberana Orden de San Juan de Jerusalén, manteniéndose entonces de fe ortodoxa.

## El "golpe de Estado ruso" (1798-1803)

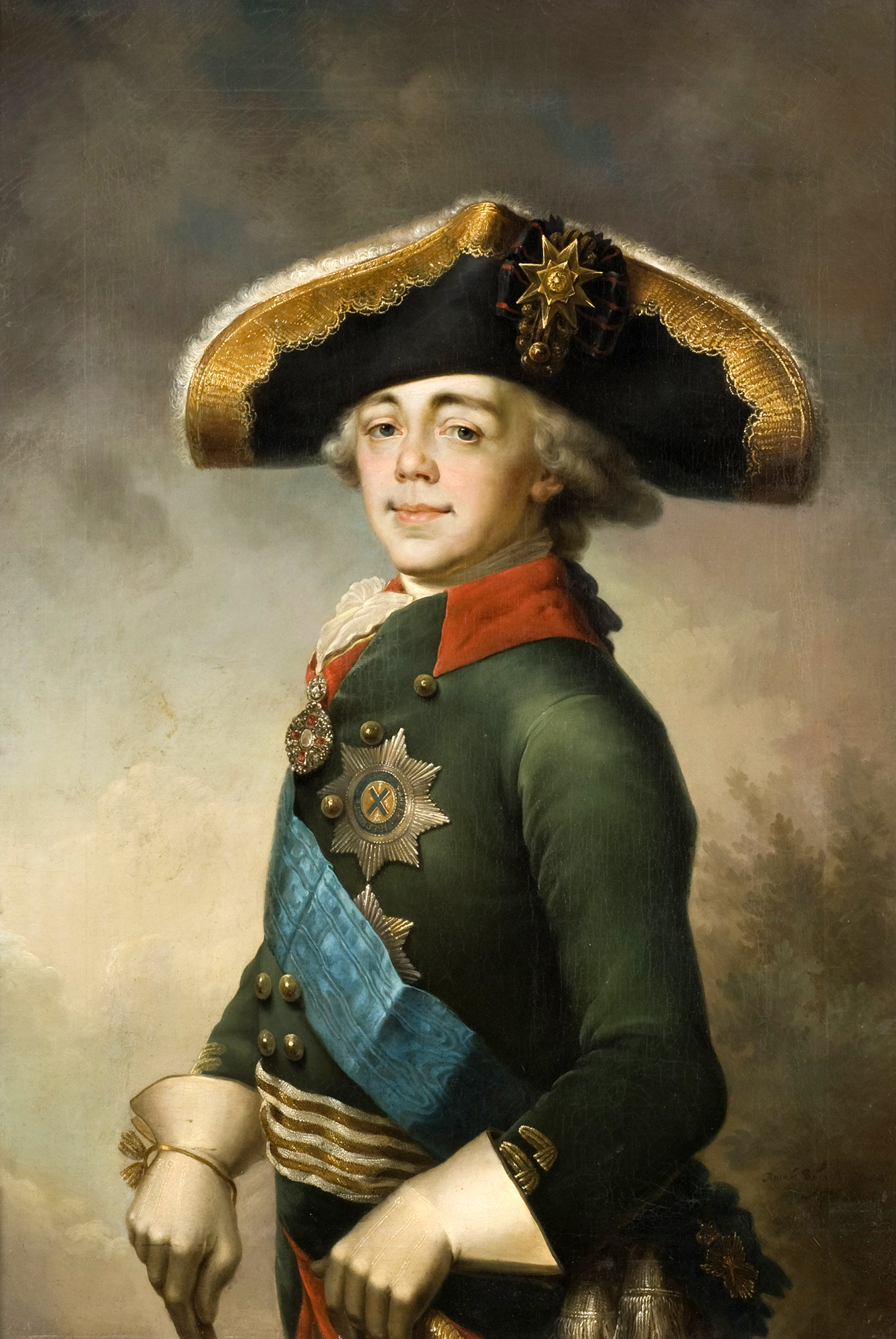
Pablo I de Rusia

El zar Pablo I, amparándose en el título de Protector que le confirió la Orden, por razones políticas en 1797, se hizo proclamar Gran Maestre del Gran Priorato de Rusia, en lugar del Gran Maestre Ferdinand von Hompesch, quien había tenido que abandonar Malta dejándola en manos de los franceses, e instituyó un segundo Gran Priorato de religión ortodoxa, provocando la airada protesta de Pío VI quien denunció la violación de la Constitución al haberse elegido un no católico y casado como Gran Maestre.
El 13 de noviembre de 1798 dirigió una proclama a las potencias extranjeras tomando el título de Gran Maestre y trasladando la sede de la Orden a su residencia, sin "formar pretensiones sobre ninguna clase de derecho ni de beneficio, cualquiera que sea, en detrimento de otras potencias" y asegurando el "mantener intactos todos los establecimientos y privilegios", "el libre ejercicio de la religión" y "la jurisdicción". Se empeña por "el acrecentamiento de la Orden y su restablecimiento en un estado respetable" así como a hacer todo lo posible "para devolverle los derechos que le han sido injustamente arrebatados". 
El 21 de diciembre dirigió otra proclama a los dignatarios y caballeros de la Orden. En ella reitera algunos puntos de la anterior e invita a presentar nuevas candidaturas para formar parte de la Orden.
En 1799 nombra caballero a Sir Home Riggs Popham durante la realización de una misión diplomática secreta entre Rusia y Gran Bretaña.
El zar Alejandro I mantuvo el título de Protector, pero se ocupó de que se eligiese a otro Gran Maestre católico y profeso de votos solemnes, de acuerdo con los estatutos. El "Sagrado Consejo" reunido en San Petersburgo dispuso, con decreto 20 julio-1 de agosto de 1801, que cada Gran Priorato designase un candidato a Gran Maestre y que Pío VII eligiese uno de la lista precisando que esto tenía que ser así solamente por esa vez y "sin derogar los derechos y privilegios propios de la Orden" . El Papa eligió al balí Tommasi que tomó posesión el 9 de febrero de 1803. El "Sagrado Consejo" de San Petersburgo, acabada su misión, con decreto 13-25 de abril de 1803, dispuso su disolución. En 1811 fueron suprimidas las encomiendas rusas de la Orden y sus bienes confiscados por la Corona con la consiguiente anulación de los privilegios de sus titulares, incluido el de la hereditariedad de las encomiendas. Con decreto 20 enero-1 de febrero de 1817 el Consejo de ministros sancionó la supresión de ambos Grandes Prioratos de Rusia y Alejandro I renunció a cualquier injerencia en la Orden, restituyendo las insignias y armas de Gran Maestre.

## Hasta nuestros días
A partir de 1805 la Orden fue regida por Lugartenientes.
La Orden transfirió su sede a Roma en 1834, después de haber tenido sedes provisionales en Trieste, Messina, Catania, Ferrara y Viterbo.
El 13 de diciembre de 1844, Gregorio XVI por Letras Apostólicas, a instancia del Lugarteniente del Maestrazgo, le asoció un Consejo de cuatro Caballeros profesos con poder deliberativo.
El 30 de septiembre de 1845 el Papa Gregorio XVI emanó un Breve aprobando la reorganización de la Orden.
El 28 de marzo de 1879 el Papa León XIII emanó un Breve restableciendo el cargo de Gran Maestre en favor de Gio Battista Ceschi a Santa Croce. Y con Breve de 12 de junio de 1888 renovó la colación en su favor y en el de sus sucesores de los títulos de 'Eminencia' y de 'Eminentísimo'.
Pío IX modificó los Estatutos y la fórmula del juramento mediante un Breve.
La labor hospitalaria, que caracterizó la fundación de la Orden, volvió a ser su objetivo principal. Durante las dos guerras mundiales la Orden realizó una importante labor hospitalaria y benéfica.
En Roma posee dos sedes que gozan de extraterritorialidad -el Palacio Magistral en vía Condotti 68 y en la villa del Aventino- y ejercita sus prerrogativas soberanas con el consentimiento de la República italiana según el acuerdo internacional estipulado por ambas potencias el 11 de enero de 1960.
Sin soberanía sobre ellas el Gran Maestre y no una parte de la Orden contó con muchas propiedades en el seno de las diferentes naciones.[cita requerida]

## Otros textos
- Cohen, R., Knights of Malta, 1523-1798, Proyecto Gutenberg, 1920.
- De Nardelli, M., Le origini dei Cavalieri di Malta, Roma, 1991.
- Demurger, Alain. Chevaliers du Christ, les ordres religieux-militaires au Moyen Âge, Seuil, 2002.
- Gazzoni, F., L’Ordine di Malta, Milán, 1979.
- Hafkemeyer, Georg Bernhard. Der Rechtsstatus des Souveränen Malteser-Ritter-Ordens als Völkerrechtssubjekt ohne Gebietshoheit, Hamburgo, 1955.
- Marrocco Trischitta, M., Cavalieri di Malta, una leggenda verso il futuro, Roma, 1995.
- Pecchioli A., Storia dei Cavalieri di Malta, Roma, 1978.
- Petiet, Claude. Ces messieurs de la Religion. L'Ordre de Malte au XVIIIe siècle ou le crépuscule d'une épopée, Éd. France Empire, París, 1992.
- Pezzana, A., Il fondamento giuridico e storico della sovranità dell’Ordine Gerosolimitano di Malta, Roma, 1974.
- Prantner, Robert. Malteserorden und Völkergemeinschaft, Duncker und Humblot, Berlín, 1974.
- José-Apeles Santolaria de Puey y Cruells.  Escuela Diplomática Española, ed. Relaciones jurídicas internacionales de la Soberana Orden de San Juan de Malta.
- Serrou, Robert. L'Ordre de Malte, Guy Victor, 1963.